# Скорпион (издательство)
«Скорпион» — издательство русских символистов, основанное в 1900 году меценатом С. А. Поляковым, поэтами В. Брюсовым и Ю. Балтрушайтисом, название которому предложил К. Бальмонт. Финансовую поддержку издательству оказывали также купеческие семьи Морозовых и Филипповых.

## История
Издательство «Скорпион» изначально поставило перед собой две основные цели: удовлетворять уже сформировавшийся спрос на специфически «декадентскую» литературу, но при этом — и формировать собственную аудиторию, постепенно приучающуюся к «новому искусству».

Книгоиздательство «Скорпион» имеет в виду преимущественно художественные произведения, а также область истории литературы и эстетической критики. Желая стать вне существующих литературных партий, оно охотно принимает в число своих изданий все, где есть поэзия, к какой бы школе ни принадлежал автор. Но оно избегает всякой пошлости <…> Широкое место отводит «Скорпион» изданию переводов тех авторов, которые служат так называемому «новому искусству» <…> Пора дать читателям возможность составить самостоятельное мнение о новых течениях в литературе. <…> Рядом с этим «Скорпион» издает и произведения русских авторов, работающих в том же направлении. — Из предисловия к первому каталогу издательства «Скорпион».
Включение иностранной литературы в репертуар издательства было обязательным; таким образом подчёркивался «европейский контекст» русского символизма. Первым изданием «Скорпиона» стала опубликованная в марте 1900 года драма Г. Ибсена «Когда мы, мертвые, восстанем» в переводе С. Полякова и Ю. Балтрушайтиса.
«Скорпион», по воспоминаниям Брюсова, стал центром «нового искусства», сблизив московскую группу молодых авторов (куда, помимо него, входили Бальмонт и Андрей Белый) с петербургскими писателями, прежде объединявшимися вокруг «Северного вестника» (Д. Мережковский, З. Гиппиус, Ф. Сологуб). С издательством сотрудничали художники «Мира искусства» (Л. Бакст, К. Сомов), а также В. Борисов-Мусатов, М. Дурнов, Н. Феофилактов и другие.
«Скорпион», не являвшийся академическим издательством и не имевший коммерческого успеха, сыграл, однако, важнейшую роль в деле объединения символизма в одно движение. Последняя книга, вышедшая в издательстве, «Поэзия как волшебство» К. Бальмонта, относится к 1915 году.
Издательство закрылось в 1916 году.